# Irina Dufour
Irina Dufour (1 juni 1978) is een gewezen Belgisch atlete, die gespecialiseerd was in het polsstokhoogspringen. Ze is meervoudig Belgisch kampioene polsstokhoogspringen. Ook had ze het nationaal record in handen op deze discipline.
In 2005 behaalde Dufour een vijfde plaats bij de Europacup B wedstrijden in Leiria.

## Belgische kampioenschappen
Outdoor
| onderdeel            | jaar                   |
| -------------------- | ---------------------- |
| polsstokhoogspringen | 1999, 2002, 2004, 2005 |

Indoor
| onderdeel            | jaar                   |
| -------------------- | ---------------------- |
| polsstokhoogspringen | 2001, 2002, 2003, 2005 |

## Persoonlijke records
| afstand                        | tijd           | plaats record      | datum            |
| ------------------------------ | -------------- | ------------------ | ---------------- |
| polsstokhoogspringen (outdoor) | 4,20 m (ex NR) | Naimette-Xhovémont | 3 augustus 2004  |
| polsstokhoogspringen (indoor)  | 4,10 m         | Gent               | 16 februari 2003 |

## Palmares

### polsstokhoogspringen
- 1999:  BK AC - 3,80 m
- 2001:  BK indoor AC – 3,90 m
- 2002:  BK indoor AC – 3,95 m (NR)
- 2002:  BK AC - 3,90 m
- 2003:  BK indoor AC – 4,10 m (NR)
- 2004:  BK AC - 4,11 m (NR)
- 2005:  BK indoor AC – 4,10 m (NR)
- 2005:  BK AC - 4,20 m (NR)

## Onderscheidingen
- 2004: Grand Prix LBFA